# Аппарат управления оперативным током
Аппарат управления оперативным током (АУОТ) - устройство обеспечивающие гарантированное электроснабжение потребителей постоянного тока стабилизированным напряжением. Основная функция - ИБП. В некоторых исполнениях имеет несколько вводов и обеспечивает автоматический ввод резерва. 
Используется:
1. В системах оперативного постоянного тока или СОПТ энергообъектов.
2. В системах электроснабжения в качестве зарядновыпрямительных устройств.
3. В любых системах, используемых для питания электроустановок стабилизированным постоянным током.

## Принцип работы
Входное напряжение (обычно 220В или 380В) с нескольких вводов подается на АВР, после чего выполняется двойное преобразование напряжения (аналогично ИБП): сначала понижается до напряжения заряда аккумуляторов, после повышается до необходимого постоянного напряжения. В промышленных устройствах выходное напряжение, как правило, настраивается и может быть выставлено 24В, 48В, 110В, 220В:6. Выходное напряжение имеет высокую степень стабилизации - в пределах 1%, одно из ключевых требований к подобным устройствам.